# Oberes Tor (Weiden in der Oberpfalz)

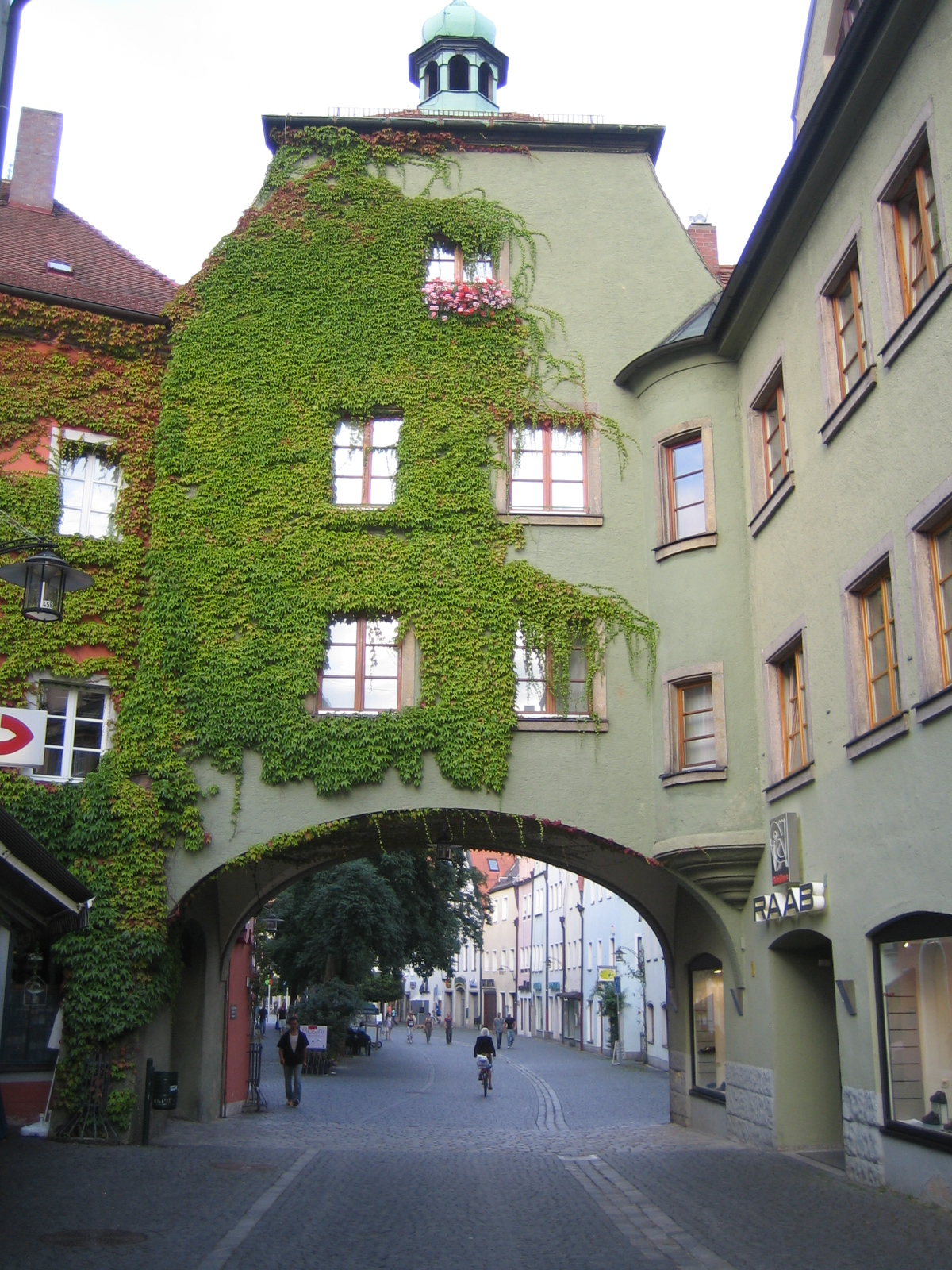
Oberes Tor

Das Obere Tor ist ein Stadttor im Westen der Weidener Altstadt und somit ein Teil der Weidener Stadtbefestigung. Das Tor wurde 1911 in Anlehnung an den mittelalterlichen Vorgängerbau neu errichtet.

## Geschichte
Das Obere Tor entstand gleichzeitig mit dem Unteren Tor etwa im Jahr 1350 mit dem Bau der mittelalterlichen Stadtmauer. Eine Urkunde von Karl IV aus dem Jahr 1347 überliefert, dass die Stadt Weiden befestigt werden soll. Spätestens seit diesem Zeitpunkt besteht das Obere Tor. Mit dem Bau der Zwingermauer wurde der Bau eines Vortores notwendig. Als dann zusätzlich ein Futtergraben zwischen der Waldnaab und der Nordwest Ecke ausgehoben wurde, bekam das Tor eine Zugbrücke. Auf der anderen Seite des Futtergrabens wurde ein halbkreisförmiges Rondell errichtet, welches vorerst aus Palisaden bestand. Dieses wurde mit dem Bau der Schanzen im Jahr 1634 wieder abgetragen und gegen eine Dreiecksschanze ersetzt. Ein weiterer Umbau fand kurze Zeit später im Jahr 1641 statt, als neue Schanzen errichtet wurden. Etwa um das Jahr 1783 entstand eine Steinbrücke über den Stadtgraben.
Zur Straßenerweiterung wurde das Tor mit Doppelwalmdach 1911 abgerissen und in vereinfachter Form wiedererrichtet. In dieser blieb es bis heute bestehen.

## Aufbau

### Aufbau im Mittelalter
Von dem einfachen Tor, welches etwa im Jahr 1350 errichtet wurde, ist wenig bekannt. Als eine zweite Mauer gebaut wurde, ist ein Vortor entstanden. Vor diesem gab es im Mittelalter den Futtergraben, welcher von einer Zugbrücke überspannt war. Außerdem gab es Ein Rondell mit deinem Wächterhäuschen. Dieses hatte Schießscharten, wodurch auch von hier aus verteidigt werden konnte. Das Tor um das Rondell zu verlassen war lediglich ein kleiner Bogen. Das Rondell wurde 1803 mitsamt des Wächterhäuschens vollständig abgerissen.

### Aufbau im 18. und 19. Jahrhundert
Im Dreißigjährigen Krieg wurde die Stadtbefestigung durch Schanzen ergänzt. Diese bestanden aus Erdwällen und Palisaden. Diese Erdschanze wurde mit einem Vortor durchbrochen. Dieses befand sich etwas nördlicher und westlicher als das eigentliche Haupttor mit der Zugbrücke. Dieses Tor wurde 1648, als der Schwedische General von Königsmark die Stadt besetzte, entweder restauriert oder ganz neu gebaut.

#### Schwedische Wappensteine
Hans Christoph von Königsmarck ließ an das barocke Stadttor sein Wappen und das schwedische Wappen mit den Initialen seiner Königin Christina anbringen. Hierfür ließ er diese durchaus kunstvoll anfertigen, um zu zeigen, wer hier das sagen hat. Diese Wappensteine wurden nach dem Abbruch 1715 nach Sulzbach gebracht und dort 1920 im Rathaus verbaut. Bei einer Restauration wurden sie wieder entfernt und 2015 von Bernhard Weigl wiederentdeckt.

### Heutiger Zustand
Heute ist nur noch das 1911 in vereinfachter Form wiedererrichtete Haupttor erhalten. Links und rechts neben der ehemaligen Steinbrücke wurden Häuser errichtet. Diese existiert noch unter dem Straßenpflasterund die 3 Brückenbögen werden als Keller benutzt. Dieselbe Funktion haben die Torstümpfe, denn die runden Vortürme wurden ebenfalls im 19. Jahrhundert abgetragen.

| Lage                         | Objekt     | Beschreibung                                                          | Akten-Nr.     | Bild           |
| ---------------------------- | ---------- | --------------------------------------------------------------------- | ------------- | -------------- |
| Hinterm Zwinger 2 (Standort) | Oberes Tor | 1911 in Anlehnung an den mittelalterlichen Vorgängerbau neu errichtet | D-3-63-000-34 | weitere Bilder |

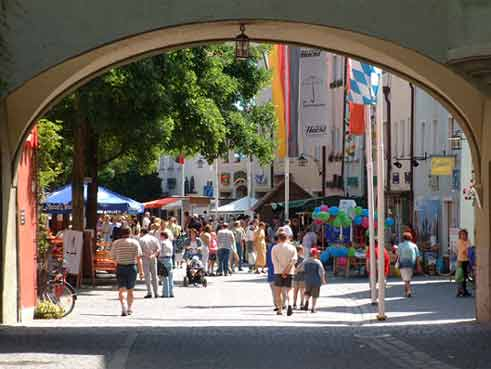
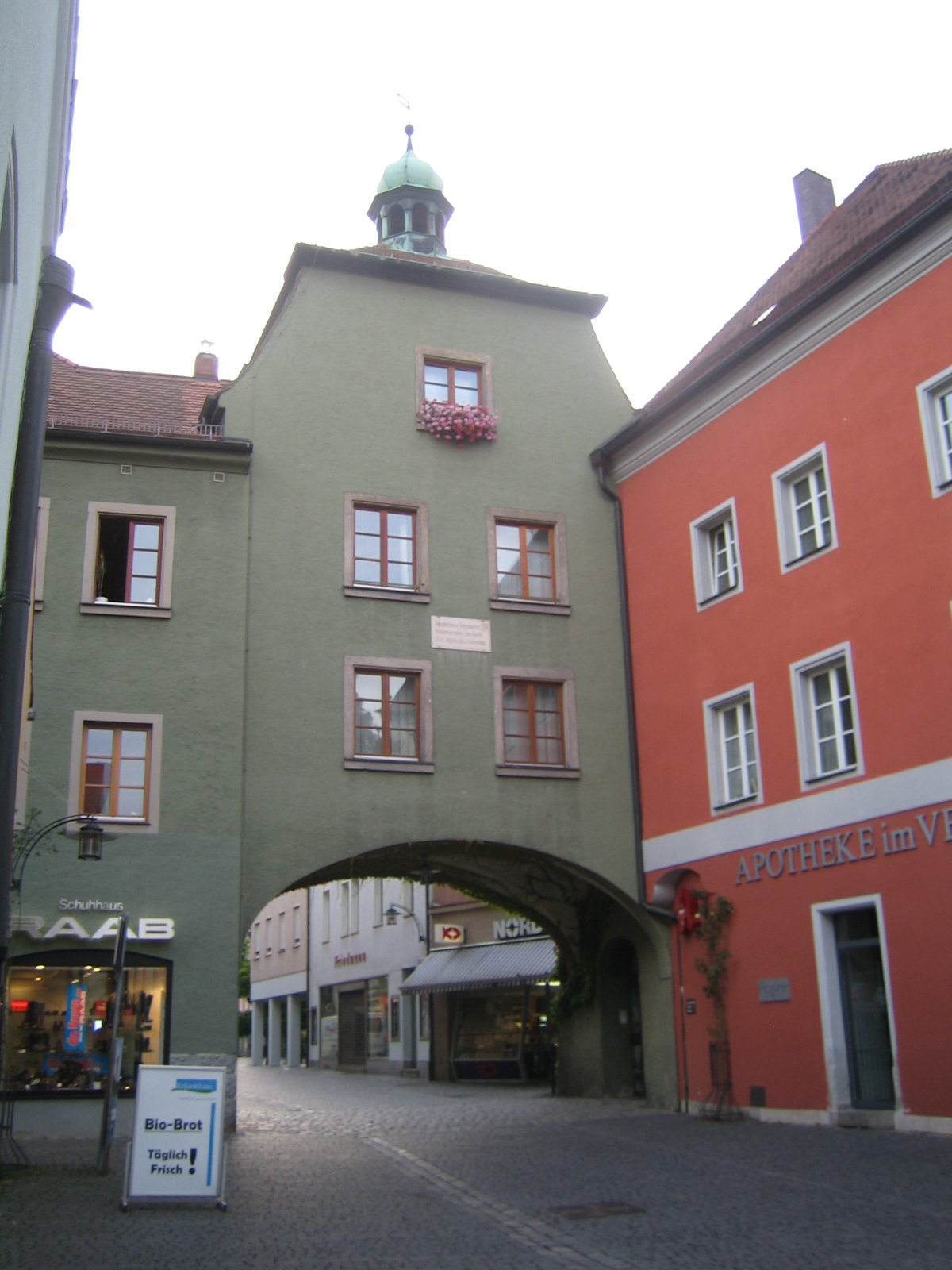
2008
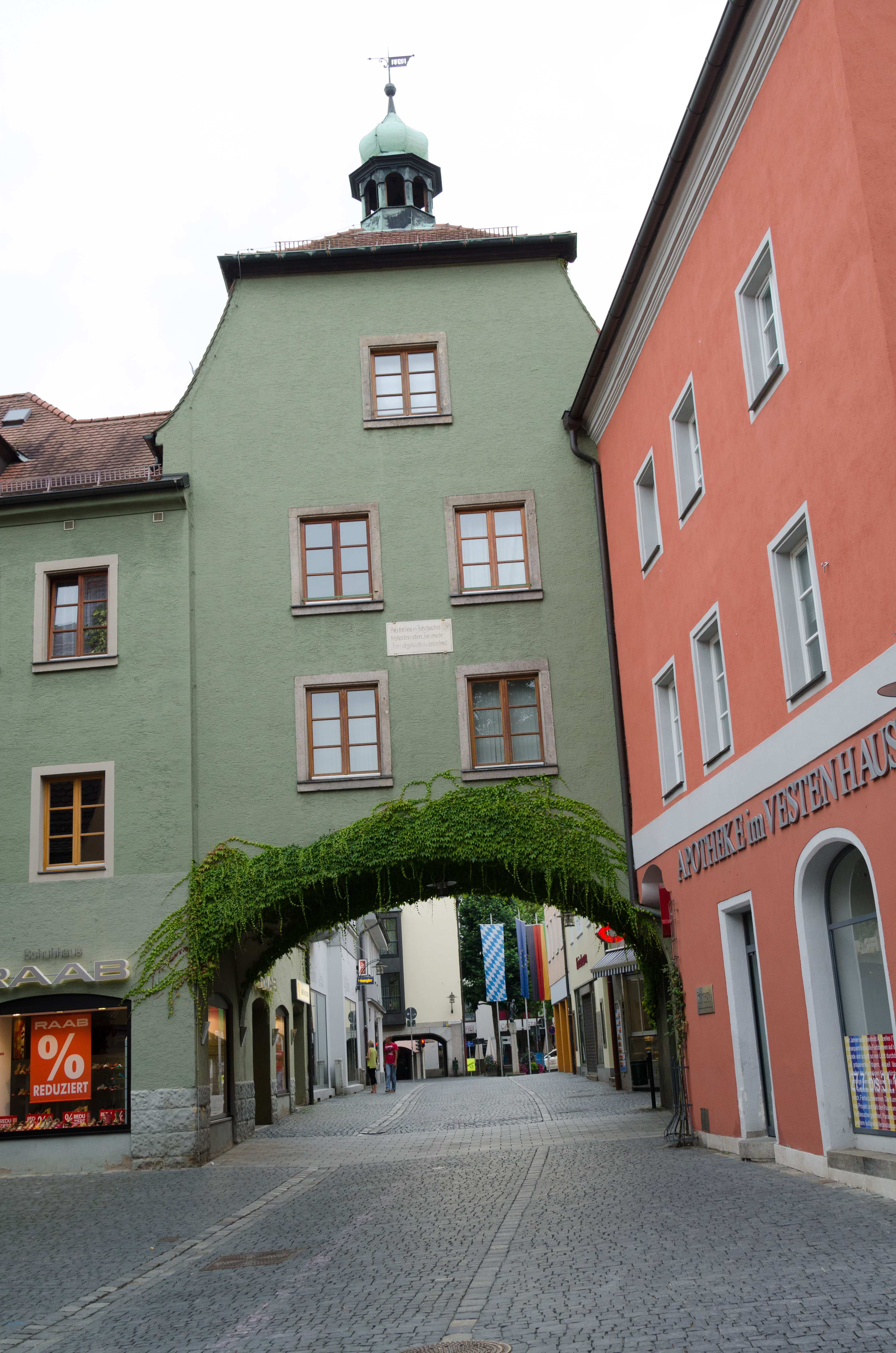
2014